# Heterorachis gloriola
Heterorachis gloriola is een vlinder uit de familie spanners (Geometridae). De wetenschappelijke naam van deze soort is voor het eerst geldig gepubliceerd in 1915 door Thierry-Mieg.
De soort komt voor in tropisch Afrika.